# Baron Cunliffe

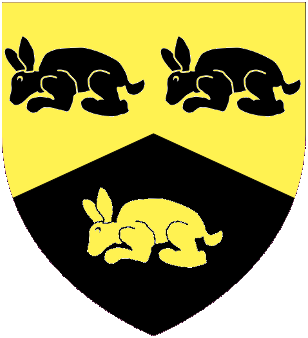
Wappen der Barone Cunliffe

Baron Cunliffe, of Headley in the County of Surrey, ist ein erblicher britischer Adelstitel in der Peerage of the United Kingdom.
Familiensitz der Barone ist The Broadhurst in Brandeston bei Woodbridge in Suffolk.

## Verleihung
Der Titel wurde am 14. Dezember 1914 für den Gouverneur der Bank of England Walter Cunliffe geschaffen.
Heutiger Titelinhaber ist seit 1963 sein Enkel als 3. Baron.

## Liste der Barone Cunliffe (1914)
- Walter Cunliffe, 1. Baron Cunliffe (1855–1920)
- Rolf Cunliffe, 2. Baron Cunliffe (1899–1963)
- Roger Cunliffe, 3. Baron Cunliffe (* 1932)

Titelerbe (Heir Apparent) ist der Sohn des aktuellen Titelinhabers, Hon. Henry Cunliffe (* 1962).